# Arrondissement di Ajaccio
L'arrondissement di Ajaccio (in francese: Arrondissement d'Ajaccio, in corso: Circundariu di Aiacciu) è un arrondissement dipartimentale della Francia situato nel dipartimento della Corsica del Sud, nella regione della Corsica.

## Storia
Fu creato nel 1793, nel dipartimento del Liamone (non più esistente, corrispondente all'attuale Corsica del Sud).

## Composizione
L'arrondissement è composto da 80 comuni raggruppati in 14 cantoni:
- cantone di Ajaccio-1
- cantone di Ajaccio-2
- cantone di Ajaccio-3
- cantone di Ajaccio-4
- cantone di Ajaccio-5
- cantone di Ajaccio-6
- cantone di Ajaccio-7
- cantone di Bastelica
- cantone di Celavo-Mezzana
- cantone di Cruzini-Cinarca
- cantone delle Due Sevi
- cantone delle Due Sorru
- cantone di Santa Maria-Sichè
- cantone di Zicavo
- cantone di Tavaro-Ornano